# Premierzy Bahrajnu
Premier Bahrajnu jest szefem rządu w Bahrajnie. Zgodnie z konstytucją tego kraju, jest on mianowany przez króla i nie musi być członkiem Rady Konsultacyjnej Bahrajnu, będącej od 1993 roku ciałem zastępującym powołane zgodnie z konstytucją w 1973 roku Zgromadzenie Narodowe mające władzę ustawodawczą.

## Premierzy Bahrajnu
| Osoba | Osoba                                       | Osoba   | Kadencja          | Kadencja          |
| #     | Imię i Nazwisko                             | Portret | Od                | Do                |
| ----- | ------------------------------------------- | ------- | ----------------- | ----------------- |
| 1     | Chalifa ibn Salman Al Chalifa (1935–2020)   |         | 16 grudnia 1971   | 11 listopada 2020 |
| 2     | Salman ibn Hamad ibn Isa Al Chalifa (1969–) |         | 11 listopada 2020 | nadal urzęduje    |